# Rugbi a 7 als Jocs Olímpics d'estiu de 2016
Als Jocs Olímpics d'Estiu de 2016, realitzats a la ciutat de Rio de Janeiro (Brasil), es disputaren dues proves de rugbi a 7, una en categoria masculina i una altra en categoria femenina. És la primera vegada que aquest esport forma part del programa olímpic, si bé anteriorment havia estat present el rugbi a 15.
Les proves es realitzaren entre els dies 6 i 11 d'agost de 2016 al Deodoro Stadium.

## Calendari
El calendari va ser aprovat el 28 de juny de 2016.
| FG | Fase de grups | ¼ | Quarts de final | ½ | Semifinals | B | 3r lloc | F | Final |

| Prova↓/Data →       | Ds 6 | Dg 7 | Dg 7 | Dl 8 | Dl 8 | Dl 8 | Dm 9 | Dc 10 | Dc 10 | Dj 11 | Dj 11 | Dj 11 |
| ------------------- | ---- | ---- | ---- | ---- | ---- | ---- | ---- | ----- | ----- | ----- | ----- | ----- |
| Categoria femenina  | G    | FG   | ¼    | ½    | B    | F    |      |       |       |       |       |       |
| Categoria masculina |      |      |      |      |      |      | FG   | G     | ¼     | ½     | B     | F     |

## Resum de medalles
| Prova               | Or | Plata | Bronze |
| Categoria masculina | FijiMasivesi Dakuwaqa · Apisai Domolailai · Osea Kolinisau · Semi Kunatani · Viliame Mata · Leone Nakarawa · Vatemo Ravouvou · Savenaca Rawaca · Kitione Taliga · Josua Tuisova · Jerry Tuwai · Jasa Veremalua · Samisoni Viriviri | Regne UnitMark Bennett · Dan Bibby · Phil Burgess · Sam Cross · James Davies · Ollie Lindsay-Hague · Ruaridh McConnochie · Tom Mitchell · Dan Norton · Mark Robertson · James Rodwell · Marcus Watson                | Sud-àfricaCecil Afrika · Tim Agaba · Kyle Brown · Juan de Jongh · Justin Geduld · Francois Hougaard · Werner Kok · Cheslin Kolbe · Dylan Sage · Kwagga Smith · Philip Snyman · Roscko Speckman · Seabelo Senatla |
| Categoria femenina  | AustràliaNicole Beck · Charlotte Caslick · Emilee Cherry · Chloe Dalton · Gemma Etheridge · Ellia Green · Shannon Parry · Evania Pelite · Alicia Quirk · Emma Tonegato · Amy Turner · Sharni Williams                              | Nova ZelandaShakira Baker · Kelly Brazier · Gayle Broughton · Theresa Fitzpatrick · Sarah Goss · Huriana Manuel · Kayla McAlister · Tyla Nathan-Wong · Terina Te Tamaki · Ruby Tui · Niall Williams · Portia Woodman | CanadàBrittany Benn · Hannah Darling · Bianca Farella · Jen Kish · Ghislaine Landry · Megan Lukan · Kayla Moleschi · Karen Paquin · Kelly Russell · Ashley Steacy · Natasha Watcham-Roy · Charity Williams       |

## Medaller
| Posició | País         | Or | Plata | Bronze | Total |
| 1       | Austràlia    | 1  | 0     | 0      | 1     |
| 1       | Fiji         | 1  | 0     | 0      | 1     |
| 2       | Nova Zelanda | 0  | 1     | 0      | 1     |
| 2       | Regne Unit   | 0  | 1     | 0      | 1     |
| 3       | Canadà       | 0  | 0     | 1      | 1     |
| 3       | Sud-àfrica   | 0  | 0     | 1      | 1     |
| Total   | Total        | 2  | 2     | 2      | 6     |